# 2 novembre 1947
Le dimanche 2 novembre 1947 est le 306e jour de l'année 1947.

## Naissances
- Paul Arku (mort le 25 décembre 2011), homme politique belge
- Allan Michaelsen (mort le 2 mars 2016), footballeur danois
- Péter Harrach, homme politique hongrois
- José María Pérez Boixaderas, footballeur espagnol
- Dave Pegg, réalisateur artistique et musicien multi-instrumentiste britannique
- Marie-Angélique Savané, militante politique et féministe sénégalaise

## Décès
- Yamamoto Tatsuo (né le 7 avril 1856), homme politique japonais

## Autres événements
- Première version pour grand orchestre du Requiem de Maurice Duruflé, à Paris, salle Gaveau, avec l'Orchestre National de France sous la direction de Roger Désormière.
- Premier et dernier vol du Hughes H-4 Hercules
- Début du conflit entre l'Inde et le Pakistan au sujet du Cachemire. Première guerre indo-pakistanaise (fin en janvier 1949).